# رامز دیوب
رامز دیوب (انگلیسی: Ramez Dayoub؛ زادهٔ ۹ اوت ۱۹۸۴) بازیکن فوتبال اهل لبنان است.
از باشگاه‌هایی که در آن بازی کرده‌است می‌توان به باشگاه ورزشی صفا و باشگاه فوتبال یانگون یونایتد اشاره کرد.
وی همچنین در تیم ملی فوتبال لبنان بازی کرده‌است.